# Robert Stanton
Robert Stanton (San Antonio, Texas, 8 de Março de 1963) é um ator estadunidense.

## Filmografia

### Televisão
- 2006 Law & Order como Douglas Preston
- 2005 Jonny Zero como Stuart
- 2002 Law & Order: Criminal Intent como Dennis Griscom
- 2001 Third Watch como Donald Simkins
- 1998 Frasier como Ben
- 1997 Cosby como Sr. Acker
- 1995 Central Park West como Tom Chasen
- 1995 The Cosby Mysteries como John Chapman

### Cinema
- 2009 Os Delírios de Consumo de Becky Bloom como Derek Smith
- 2006 Find Me Guilty como Chris Newberger
- 2004 The Stepford Wives como Ted van Sant
- 2002 The Quiet American como Joe Tunney
- 2000 Happy Accidents como Fetishist
- 1998 Mercury Rising como Dean Crandell
- 1998 Next Stop Wonderland como Robert
- 1997 Red Corner como Ed Pratt
- 1997 Hudson River Blues como Jeff
- 1997 Washington Square como Arthur Townsend
- 1996 Striptease como Erb Crandal
- 1992 Bob Roberts como Bart Macklerooney
- 1988 The House on Carroll Street como Dyonisus